# Unidades de comprimento
O comprimento é uma magnitude criada para medir a distância entre dois pontos. As unidades para medir o comprimento são:
As unidades de comprimento normalmente conhecidas são: quilômetro, hectômetro, decâmetro, metro, decímetro, centímetro e milímetro.

## Sistema Internacional de Unidades de comprimento
Múltiplos do metro:
- yottametro (Ym): 1024 metros.
- zettametro (Zm): 1021 metros.
- exametro (Em): 1018 metros.
- petametro (Pm): 1015 metros.
- terametro (Tm): 1012 metros.
- gigametro (Gm): 109 metros.
- megametro (Mm): 106 metros.
- quilômetro (km): 103 metros.
- hectômetro (hm): 102 metros.
- decâmetro (dam): 10 metros.

Régua ilustrativa com as unidades de medida.

- metro: Unidade básica do sistema internacional de unidades.

Submúltiplos do metro:
- decímetro (dm): 10−1 metros.
- centímetro (cm): 10−2 metros.
- milímetro (mm): 10−3 metros.
- micrômetro (µm): 10−6 metros.
- nanômetro (nm): 10−9 metros.
- picômetro (pm): 10−12 metros.
- fentômetro (fm): 10−15 metros.
- attômetro (am): 10−18 metros.
- zeptômetro (zm): 10−21 metros.
- yoctômetro (ym): 10−24 metros.

## Sistema de medidas imperiais
- légua
- milha
- furlong
- corrente
- rod
- jarda
- pé
- polegada
- mil

## Sistema de medidas chinesas
O sistema de medidas chinesas é dado por:
- 1 chi (em cantonês, chek; em português: côvado) = 0,371475 metros (tradicional) ou 0,3333 metros (moderno)
- 1 cun (em cantonês, tsun; em português: ponto) = 0,1 chi
- 1 fen (em cantonês, fan; em português: condorim) = 0,1 cun [1][2]

## Unidades astronômicas
- unidade astronômica (UA) = 1,495979·1011 m
- ano luz (ly) = 9,46052840488·1015 m
- parsec (pc) = 3,08568·1016 m